# Pyhäjärvi (sjö i Finland, Päijänne-Tavastland, lat 61,25, long 25,70)
Pyhäjärvi är en sjö i Finland. Den ligger i kommunen Asikkala i landskapet Päijänne-Tavastland, i den södra delen av landet, 130 km norr om huvudstaden Helsingfors. Pyhäjärvi ligger 81,6 meter över havet. I omgivningarna runt Pyhäjärvi växer i huvudsak blandskog. Arean är 65,1 hektar och strandlinjen är 7 kilometer lång. Sjön  ingår i Kymmene älvs huvudavrinningsområde. 